# تپه کیکانلو
تپه کیکانلو مربوط به عصر آهن است و در شهرستان مانه و سملقان، بخش مانه، دهستان اترک، ۱۰۰ متری شمال روستای کیکانلو واقع شده و این اثر در تاریخ ۲۵ آبان ۱۳۸۷ با شمارهٔ ثبت ۲۳۷۶۵ به‌عنوان یکی از آثار ملی ایران به ثبت رسیده است.